# Verordnung (EU) 2019/1150 (Fairness und Transparenz)
Die Verordnung (EU) 2019/1150 zur Förderung von Fairness und Transparenz vom 20. Juni 2019 (auch: Platform-to-Business VO oder P2B-Verordnung oder kurz P2B-VO genannt) regelt die Fairness und Transparenz und Rechthilfemöglichkeiten zugunsten von Nutzern von Online-Vermittlungsdiensten und Online-Suchmaschinen, die von Unternehmern betrieben werden und die ihren Kunden Produkte anbieten (Artikel 1 Abs. 1 der P2B-VO).

## Ziel und Zweck der Verordnung
Plattformbasierte Geschäftsmodelle (Online-Vermittlungsdienste) sind inzwischen aus dem nationalen und grenzüberschreitenden Handel nicht mehr wegzudenken. Insbesondere der digitale Vertrieb ist hierbei für den europäischen Binnenmarkt wichtig, um Kunden zu finden, Leistungen anzubieten und die Attraktivität bzw. Vorzüge der eigenen Leistungen darzustellen. Diese elektronischen Online-Vermittlungsdienste leisten dabei einen wesentlichen Beitrag, Geschäfte online abzuwickeln. Kleinste, kleine und mittlere Unternehmen (KMU) sind auf solche Online-Vermittlungsdienste inzwischen sehr weitgehend angewiesen. Gute und werbewirksame Produktplatzierungen und Rankingmöglichkeiten (z. B. im Sinne eines Zufriedenheitsindex mit der Leistung des anbietenden Unternehmers) sind dabei zudem umsatzsteigernd.
Die Europäische Union will mit der P2B-VO verhindern, dass bestehende und neue Geschäftsmodelle bzw. Angebote blockiert, einseitig beeinflusst oder anbietende Unternehmer oder Verbraucher in irgendeiner Weise benachteiligt werden.
Ziel der Verordnung ist es daher, gewerbliche Betreiber von Online-Vermittlungsdienste und Online-Suchmaschinen zu mehr Transparenz und Fairness gegenüber ihren Kunden bzw. Nutzern zu verpflichten. Durch die P2B-VO soll ein Ausgleich zwischen der Marktmacht von gewerblichen Betreibern von Online-Vermittlungsdienste und Online-Suchmaschinen und den Kunden erfolgen, so dass die Nutzer (insbesondere Kleinstunternehmen, kleine und mittlere Unternehmen), besser geschützt werden. Insbesondere können auch Online-Vermittlungsdienste für den geschäftlichen Erfolg von KMU, „die solche Dienste nutzen, um die Verbraucher zu erreichen, von entscheidender Bedeutung sein“.
Insbesondere sollen in Bezug auf gewerbliche Nutzer:
- mögliche Abhängigkeiten für KMU die Verbraucher erreichen wollen,
- eine zu große Verhandlungsmacht auf Seiten der Anbieter von Online-Vermittlungsdiensten (Plattformen) bzw. Online-Suchmaschinen,
- unlauteren Verhaltensweise, welche den legitimen Interessen ihrer gewerblichen Nutzer und indirekt auch der Verbraucher in der Union schaden können,
- Praktiken, die gröblich von der guten Geschäftspraktik abweichen oder gegen das Gebot von Treu und Glauben und des redlichen Geschäftsverkehrs verstoßen,

vermieden bzw. verhindert und ein gesunder Wettbewerb ermöglicht werden.
Unter anderem soll durch
- eine nachvollziehbare Gestaltung von Allgemeinen Geschäftsbedingungen (AGB),[4] deren Änderung und durch bestimmte Informationspflichten,
- die Offenlegung von Ranking-Parametern,[5]
- Offenlegung des Umfangs, die Art und die Bedingungen des Zugriffs auf bestimmte Datenkategorien sowie deren Nutzung,[6] und
- die Teilnahme an außergerichtliche Streitbeilegungsmechanismen (Informationspflichten, kostenloses Beschwerdemanagement (intern) und Mediation (extern)),

eine Brechung der einseitigen Marktmacht erfolgen und ein faires, vorhersehbares, tragfähiges und vertrauenswürdiges Online-Geschäftsumfeld im Binnenmarkt sicherzustellen.

## Online-Vermittlungsdienste

### Beispiele
Online-Vermittlungsdienste gemäß P2B-VO sind zum Beispiel:
- Online-Marktplätze für den elektronischen Geschäftsverkehr,
- kollaborative Marktplätze, auf denen gewerbliche Nutzer aktiv sind,
- Buchungs- und Preisvergleichsportale,
- Online-Dienste für Softwareanwendungen (z. B.: application stores),
- Online-Dienste sozialer Medien (soweit gewerbliche Nutzung möglich ist),
- durch Sprachassistenztechnologie bereitgestellte Funktionen.

Die P2B-VO gilt auch für Online-Suchmaschinen.

### Ausnahmen
Die P2B-VO gilt nicht für
- Online-Zahlungsdienste.
- Peer-to-Peer-Online-Vermittlungsdienste ohne Beteiligung gewerblicher Nutzer,
- reine Business-to-Business-Online-Vermittlungsdienste, die nicht Verbrauchern angeboten werden,
- Online-Werbeplatzierungsinstrumente und ,
- Online-Werbebörsen, die nicht bereitgestellt werden, um die Anbahnung direkter Transaktionen zu vermitteln, und bei denen kein Vertragsverhältnis mit Verbrauchern besteht,
- Softwaredienste für die Suchmaschinenoptimierung sowie
- Dienste im Zusammenhang mit Werbeblocker-Software,
- technischen Funktionen und Schnittstellen, die lediglich Hardware und Anwendungen miteinander verbinden (diese jedoch mit Ausnahmen)

## Kein Gleichbehandlungsgebot
Die P2B-VO normiert kein Recht auf Gleichbehandlung. Gewerbliche Nutzer von Online-Vermittlungsdiensten können vom Betreiber eines Online-Vermittlungsdienstes auch (weiterhin) ungleich behandelt werden, sofern dies nach transparenten Kriterien erfolgt und offengelegt wird. Es kann jedoch nach nationalem Recht oder anderen Rechtsgrundlagen der Europäischen Union eine solche Ungleichbehandlung von gewerblichen Nutzern verboten sein.

## Kein Recht auf Zugang von Kundendaten
Die P2B-VO normiert kein Recht der gewerblichen Nutzer auf Daten von Kunden, welche vom Online-Vermittlungsdienst gesammelt und verarbeitet werden. Es besteht hierzu das Transparenzgebot. Der gewerbliche Nutzer kann verlangen, dass der Online-Vermittlungsdienst in seinen AGB erläutert, ob und in welchem Umfang er den gewerblichen Nutzern den Zugang zu Kundendaten oder sonstigen Daten gewährt bzw. verweigert.
Dies gilt insbesondere auch, wenn ein Online-Vermittlungsdienst selbst Waren anbietet.

## Anwendbarkeit der P2B-VO

### Grundsätzlich
Die P2B-VO ist anzuwenden, wenn Dienste der Informationsgesellschaft angeboten werden, die „dadurch gekennzeichnet sind, dass sie darauf abzielen, die Anbahnung direkter Transaktionen zwischen gewerblichen Nutzern und Verbrauchern zu vermitteln, und zwar unabhängig davon, ob die Transaktionen letztlich online, auf dem Online-Portal des jeweiligen Anbieters von Online-Vermittlungsdiensten oder des gewerblichen Nutzers, offline oder aber überhaupt nicht abgeschlossen werden“. Es ist daher keine Voraussetzung, dass Online-Vermittlungsdienste in den Geltungsbereich dieser Verordnung fallen, dass ein Vertragsverhältnis zwischen gewerblichen Nutzern und Verbrauchern vorhanden ist.
Die P2B-VO richtet sich jedoch grundsätzlich an gewerbliche Nutzer und nicht an Verbraucher, die Online-Vermittlungsdienste nutzen.

### Weltweite
Die Verordnung gilt – wegen der oftmals globalen Dimension dieser Anbieter Online-Vermittlungsdienste und Online-Suchmaschinen – unabhängig davon, wo die Online-Vermittlungsdienste und Online-Suchmaschinen niedergelassen sind oder den Unternehmenssitz haben und unabhängig vom ansonsten anzuwendenden Recht, sofern:
- „die gewerblichen Nutzer oder die Nutzer mit Unternehmenswebsite in der Union niedergelassen“ sind, oder
- „die gewerblichen Nutzer oder die Nutzer mit Unternehmenswebsite ihre Waren oder Dienstleistungen mit Hilfe dieser Dienste Verbrauchern anbieten, die sich zumindest hinsichtlich eines Teils der Transaktion in der Union befinden“.[13]

Bezüglich der oben beschriebenen Kriterien ist die entsprechend einschlägige Rechtsprechung „des Gerichtshofs der Europäischen Union zu Artikel 17 Absatz 1 Buchstabe c der“ Brüssel-Ia-Verordnung und zu „Artikel 6 Absatz 1 Buchstabe b der Verordnung (EG) Nr. 593/2008“ (Rom-I-Verordnung) heranzuziehen. Für die Anwendung der P2B-VO ist es auch ausreichend, wenn sich Verbraucher in der Union befinden. Diese müssen weder ihren Wohnsitz in der EU haben noch die Staatsangehörigkeit eines Unionsmitgliedstaats besitzen.
Ausgeschlossen von der Anwendung der P2B-VO sind jedoch Sachverhalte, bei denen „gewerbliche Nutzer oder Nutzer mit Unternehmenswebsite nicht in der Union niedergelassen sind oder wenn sie zwar in der Union niedergelassen sind, aber Online-Vermittlungsdienste oder Online-Suchmaschinen nutzen, um Waren oder Dienstleistungen ausschließlich Verbrauchern außerhalb der Union oder Personen, die keine Verbraucher sind, anzubieten“.

## Rechtsbehelfe und Rechtsdurchsetzung

### Streitbeilegung
Neben der kostenfreien Möglichkeit der internen Beschwerde (kostenloses Beschwerdemanagement) und externen Lösungssuche (externer Mediator), für welche die Anbieter von Online-Vermittlungsdienste und Online-Suchmaschinen zu sorgen haben, können auch weiterhin die zuständigen Behörden und/oder Gerichte der Unionsmitgliedstaaten angerufen werden.
Nach Artikel 15 Abs. 1 P2B-VO ist jeder Unionsmitgliedstaat verpflichtet, für eine angemessene und wirksame Durchsetzung dieser Verordnung zu sorgen. Die getroffenen Maßnahmen, die bei Verstößen gegen diese Verordnung anwendbar sind, „müssen wirksam, verhältnismäßig und abschreckend sein“.

### Verbandsklagen
Zur Durchsetzung der P2B-VO vor nationalen Gerichten sind auch
- repräsentative und geeignete, nicht auf Gewinn abzielende, Organisationen oder Verbände die ein berechtigtes Interesse an der Vertretung gewerblicher Nutzer oder von Nutzern mit Unternehmenswebsite haben oder auch
- öffentliche Stellen

ermächtigt. Mit der Durchsetzung der P2B-VO sollen in den Unionsmitgliedstaaten bereits bestehende Behörden, einschließlich Gerichten, betraut werden.

## Rechtliche Grundlage und Wirkung der Verordnung
Die Verordnung zur Förderung von Fairness und Transparenz (P2B-VO) stützt sich insbesondere auf Artikel 5 EUV (Subsidiaritätsklausel) und Artikel 114 AEUV. Artikel 114 AEUV normiert, dass die Europäische Union Bestimmungen erlassen kann, die Maßnahmen zur Angleichung der Rechts- und Verwaltungsvorschriften der Mitgliedstaaten beinhalten, wenn dies die Errichtung und das Funktionieren des Binnenmarkts zum Gegenstand haben und für dieses Funktionieren des Binnenmarkts erforderlich sind. Mit der P2B-VO wird zudem Artikel 47 der Charta der Grundrechte der Europäischen Union bezüglich des Anspruchs jeden Unionsbürgers auf „einen wirksamen Rechtsbehelf und ein unparteiisches Gericht uneingeschränkte Geltung verschafft“ und „die Anwendung der in Artikel 16 der Grundrechtecharta verankerten unternehmerischen Freiheit gefördert“.
Die Verordnung wurde im ordentlichen Gesetzgebungsverfahren erlassen.
Die Europäische Kommission ist berechtigt und soll gemäß P2B-VO Leitlinien erarbeiten, „die den Anbietern von Online-Vermittlungsdiensten und von Online-Suchmaschinen eine Hilfestellung bei der Anwendung der in dieser Verordnung für das Ranking festgelegten Transparenzvorschriften bieten. Auf diesem Weg sollte ein Beitrag zur Optimierung der Art und Weise geleistet werden, in der die Hauptparameter zur Festlegung des Rankings ermittelt und gewerblichen Nutzern und Nutzern mit Unternehmenswebsite vorgestellt werden“. Die Europäische Kommission soll „die Anbieter von Online-Vermittlungsdiensten sowie Organisationen und Verbände, die diese vertreten“, auffordern, „zusammen mit gewerblichen Nutzern, einschließlich KMU, und ihren Vertretungsorganisationen“ Verhaltenskodizes auszuarbeiten, anzunehmen und umzusetzen, welche „die ordnungsgemäße Anwendung dieser Verordnung unterstützen und die den besonderen Merkmalen der verschiedenen Branchen, in denen Online-Vermittlungsdienste angeboten werden, sowie den besonderen Merkmalen von KMU Rechnung tragen“.
Die P2B-VO berührt das nationale Zivilrecht, insbesondere das Vertragsrecht (z. B.: Bestimmungen über die Wirksamkeit, das Zustandekommen, die Wirkungen oder die Beendigung eines Vertrags) nicht, „soweit die Vorschriften des nationalen Zivilrechts mit dem Unionsrecht in Einklang stehen und die relevanten Aspekte nicht unter diese Verordnung fallen“.
Die Unionsmitgliedstaaten können weiterhin, neben der P2B-VO nationale Rechtsvorschriften anwenden, „mit denen einseitige Handlungen oder unlautere Geschäftspraktiken untersagt oder geahndet werden, soweit die relevanten Aspekte nicht durch die Bestimmungen dieser Verordnung geregelt werden“.

## Aufbau und Inhalt der Verordnung
- Artikel 1 (Gegenstand und Anwendungsbereich)
- Artikel 2 (Begriffsbestimmungen)
- Artikel 3 (Allgemeine Geschäftsbedingungen)
- Artikel 4 (Einschränkung, Aussetzung und Beendigung)
- Artikel 5 (Ranking)
- Artikel 6 (Nebenwaren und -dienstleistungen)
- Artikel 7 (Differenzierte Behandlung)
- Artikel 8 (Besondere Vertragsbestimmungen)
- Artikel 9 (Datenzugang)
- Artikel 10 (Einschränkung der Möglichkeit, andere Bedingungen auf anderem Wege anzubieten)
- Artikel 11 (Internes Beschwerdemanagementsystem)
- Artikel 12 (Mediation)
- Artikel 13 (Spezialisierte Mediatoren)
- Artikel 14 (Klageeinreichung vor Gericht durch repräsentative Organisationen oder Verbände und durch öffentliche Stellen)
- Artikel 15 (Durchsetzung)
- Artikel 16 (Überwachung)
- Artikel 17 (Verhaltenskodex)
- Artikel 18 (Überprüfung)
- Artikel 19 (Inkrafttreten und Geltungsbeginn)

## Unterzeichnung, Inkrafttreten, Geltung
Die P2B-VO trat gemäß Artikel 19 am 31. Juli 2019 in Kraft und gilt seit dem 12. Juli 2020.
Sie ist in allen ihren Teilen verbindlich und gilt unmittelbar in jedem Unionsmitgliedstaat.